# Stomiiformes
Ordre
Les Stomiiformes sont un ordre de poissons benthiques subdivisé en deux sous-ordres, regroupant quatre familles, huit sous-familles, 55 genres et environ 320 espèces.

## Description et caractéristiques

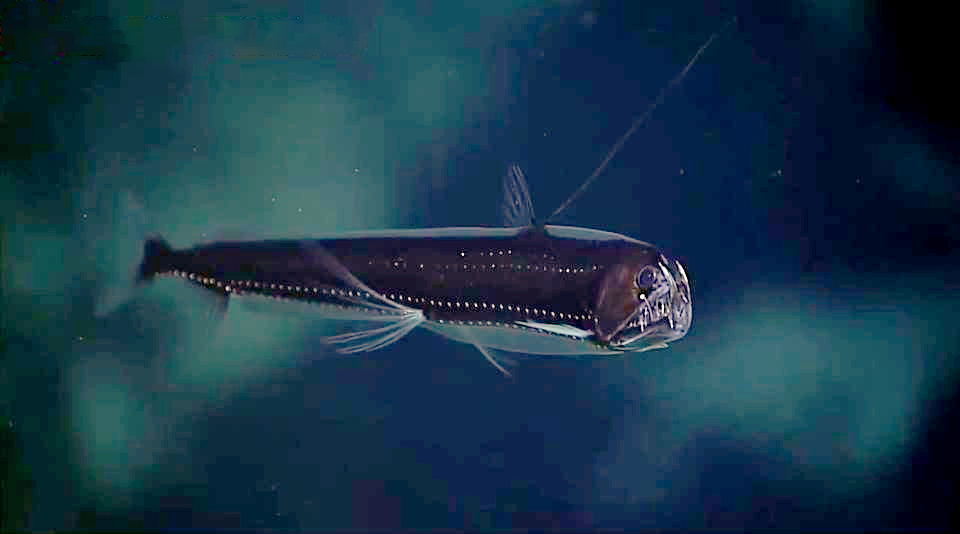
Un Chauliodus observé dans les abysses au large des îles Samoa (expédition Okeanos Explorer).

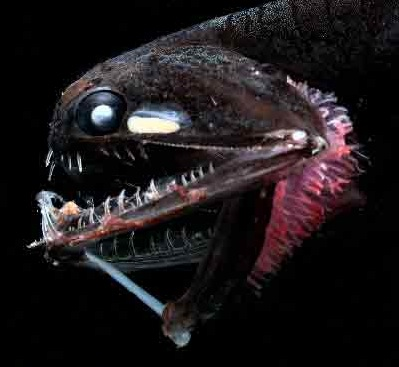
Profil de Photostomias guernei

La plus petite espèce de l'ordre est Cyclothone pygmaea, qui vit en mer Méditerranée (1,5 cm à l'âge adulte), une des plus grandes étant Opostomias micripnis, commun dans les océans Atlantiques, Pacifiques et Indiens avec 50 cm. Les autres espèces sont de taille intermédiaire.

## Liste des sous-ordres, familles et genres
Selon ITIS (3 mai 2016) :
- Sous-ordre Gonostomatoidei
  - famille Gonostomatidae Cocco, 1838
    - genre Bonapartia Goode et Bean, 1896 
    - genre Cyclothone Goode et Bean, 1883 	
    - genre Diplophos Günther, 1873 	 
    - genre Gonostoma Rafinesque, 1810 	 
    - genre Manducus Goode et Bean, 1896 	 
    - genre Margrethia Jespersen et Tåning, 1919 	 
    - genre Sigmops Gill, 1883 	 
    - genre Triplophos Brauer, 1902

  - famille Sternoptychidae Duméril, 1805 — haches d'argent
    - sous-famille Maurolicinae
      - genre Araiophos Grey, 1961 	 
      - genre Argyripnus Gilbert et Cramer, 1897
      - genre Danaphos Bruun, 1931 	 
      - genre Maurolicus Cocco, 1838 	 
      - genre Sonoda Grey, 1959 	 
      - genre Thorophos Bruun, 1931 	 
      - genre Valenciennellus Jordan et Evermann in Goode et Bean, 1896

    - sous-famille Sternoptychinae
      - genre Argyropelecus Cocco, 1829 
      - genre Polyipnus Günther, 1887 	 
      - genre Sternoptyx Hermann, 1781
- Sous-ordre Photichthyoidei
  - famille Phosichthyidae Weitzman, 1974 — poissons étoilés	
    - genre Ichthyococcus Bonaparte, 1840 	 
    - genre Phosichthys Hutton, 1872 	 
    - genre Pollichthys Grey, 1959 	 
    - genre Polymetme McCulloch, 1926 	 
    - genre Vinciguerria Jordan et Evermann in Goode et Bean, 1896 	 
    - genre Woodsia Grey, 1959 	 
    - genre Yarrella Goode et Bean, 1896 

  - famille Stomiidae Bleeker, 1859 dragons à écailles
    - sous-famille Astronesthinae
      - genre Astronesthes Richardson, 1845
      - genre Borostomias Regan, 1908 	 
      - genre Eupogonesthes Parin et Borodulina, 1993
      - genre Heterophotus Regan et Trewavas, 1929 	 
      - genre Neonesthes Regan et Trewavas, 1929 	 
      - genre Rhadinesthes Regan et Trewavas, 1929 

    - sous-famille Chauliodontinae
      - genre Chauliodus Bloch et Schneider, 1801

    - sous-famille Idiacanthinae
      - genre Idiacanthus Peters, 1877

    - sous-famille Malacosteinae
      - genre Aristostomias Zugmayer, 1913
      - genre Malacosteus Ayres, 1848
      - genre Photostomias Collett, 1889

    - sous-famille Melanostomiinae
      - genre Bathophilus Giglioli, 1882
      - genre Chirostomias Regan et Trewavas, 1930
      - genre Diplostomias Kotthaus, 1967
      - genre Echiostoma Lowe, 1843
      - genre Eustomias Vaillant in Filhol, 1884
      - genre Flagellostomias Parr, 1927
      - genre Grammatostomias Goode et Bean, 1896
      - genre Leptostomias Gilbert, 1905
      - genre Melanostomias Brauer, 1902
      - genre Odontostomias Norman, 1930
      - genre Opostomias Günther, 1887
      - genre Parabathophilus Matallanas, 1984
      - genre Photonectes Günther, 1887
      - genre Tactostoma Bolin, 1939
      - genre Thysanactis Regan et Trewavas, 1930
      - genre Trigonolampa Regan et Trewavas, 1930
      - genre Bathysphaera Beebe, 1932 (incertae sedis)
      - genre Pachystomias Günther, 1887 (incertae sedis)

    - sous-famille Stomiinae
      - genre Stomias Cuvier, 1816 
      - espèce Macrostomias pacificus Fedorov et Mel'chikova, 1971 (incertae sedis)

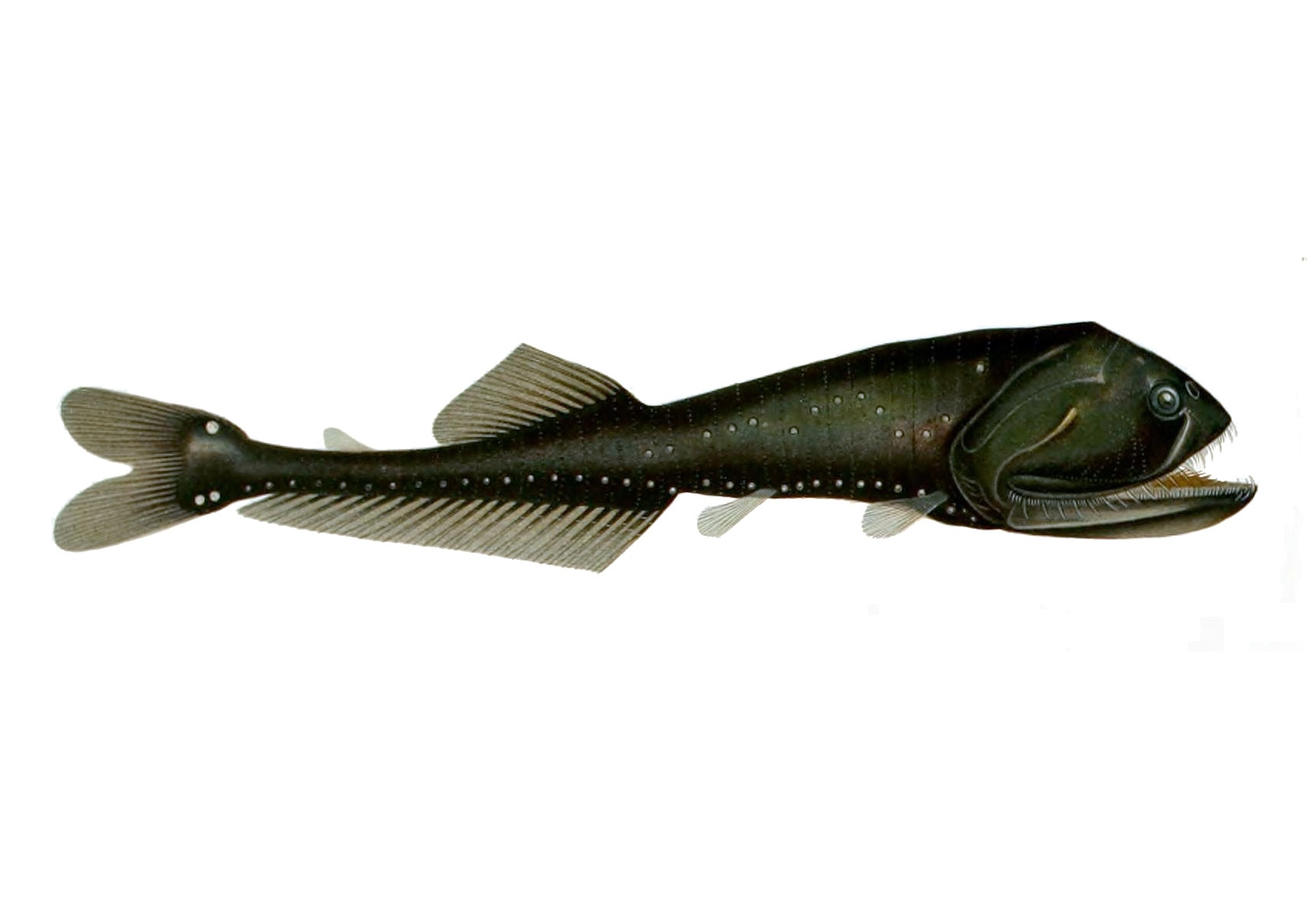
Sigmops bathyphilus (Gonostomatidae)
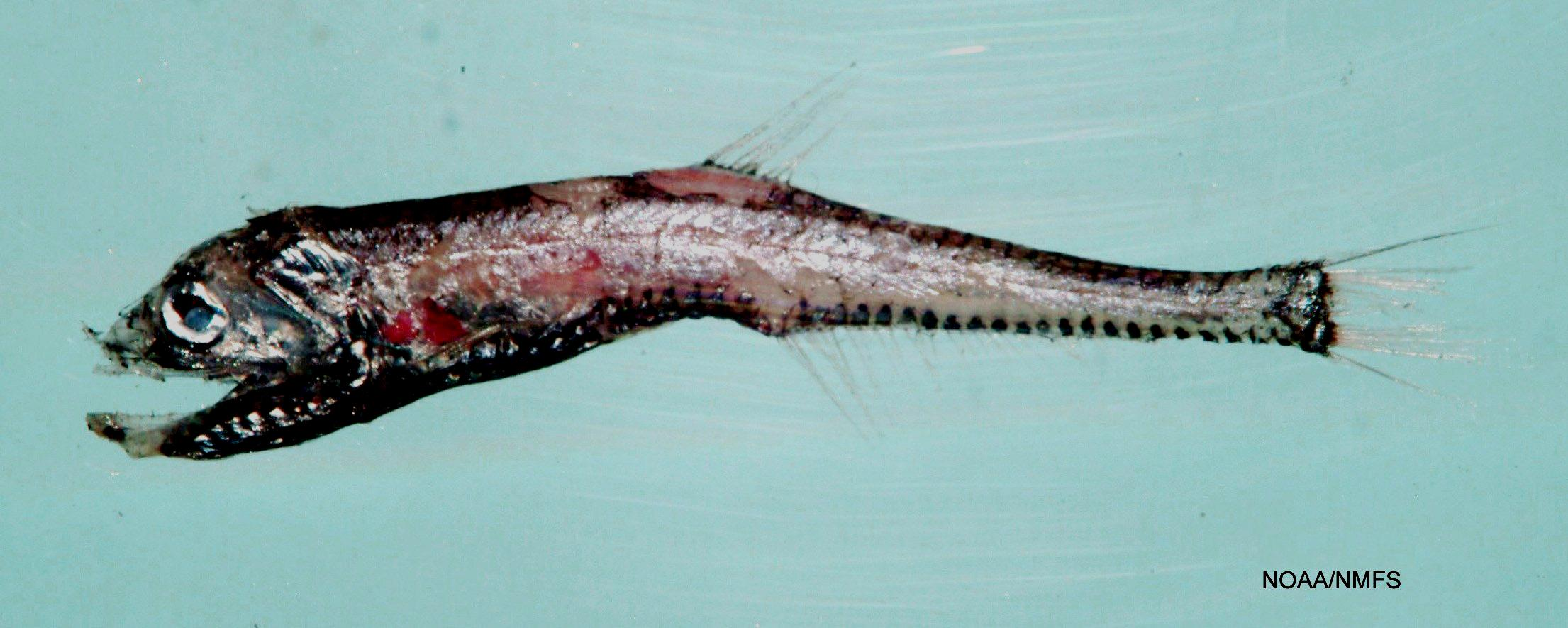
Polymetme corythaeola (Phosichthyidae)
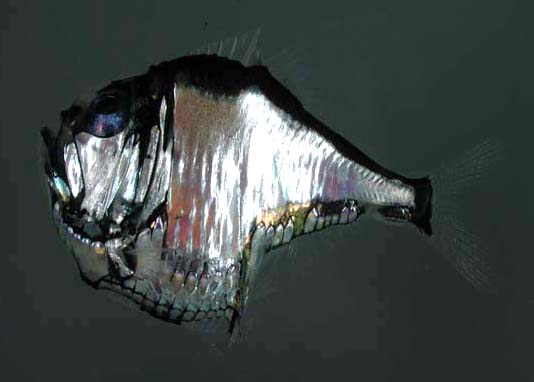
Argyropelecus aculeatus (Sternoptychidae)
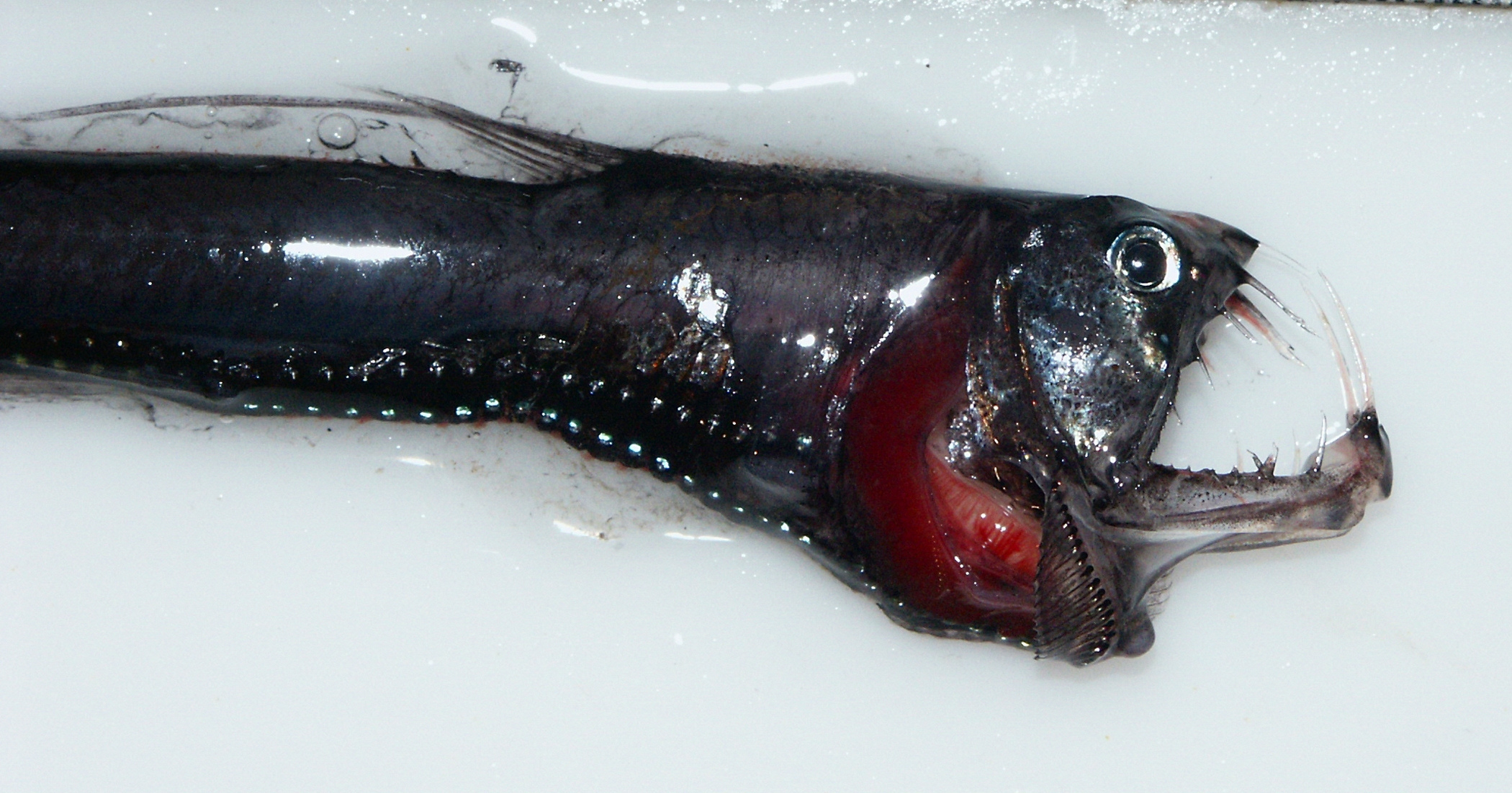
Chauliodus macouni (Stomiidae)